# Сабинин, Егор Фёдорович
Его́р (Егорий) Фёдорович Саби́нин (1833—1909) — русский математик.

## Биография
Происходил из дворян. Образование получил в Главном педагогическом институте (Вып. IX. 1856), где математику преподавал М. В. Остроградский.
Степень магистра математики получил в Московском университете, защитив рассуждение «Об условиях, служащих к отысканию и различению maximum и minimum двойных интегралов» и после этого был избран доцентом по чистой математике в Новороссийском университете. Степень доктора получил в 1868 году в Новороссийском университете, защитив диссертацию «Исследование наибольших и наименьших значений определённых многократных интегралов»; после этого избран был экстраординарным профессором, а затем вскоре ординарным. Читал курсы Дифференциального и вариационного исчисления.
В 1873 году был награждён орденом Св. Анны 2-й степени с императорской короной; с 26 декабря 1877 года — действительный статский советник.
Один из первых биографов М. В. Остроградского.